# Adam Buksa
Adam Buksa (Krakau, 12 juli 1996) is een Pools voetballer die doorgaans als aanvaller speelt voor Midtjylland. Hij verruilde New England Revolution in juni 2022 voor RC Lens. Buksa debuteerde in 2021 in het Pools voetbalelftal.

## Clubcarrière

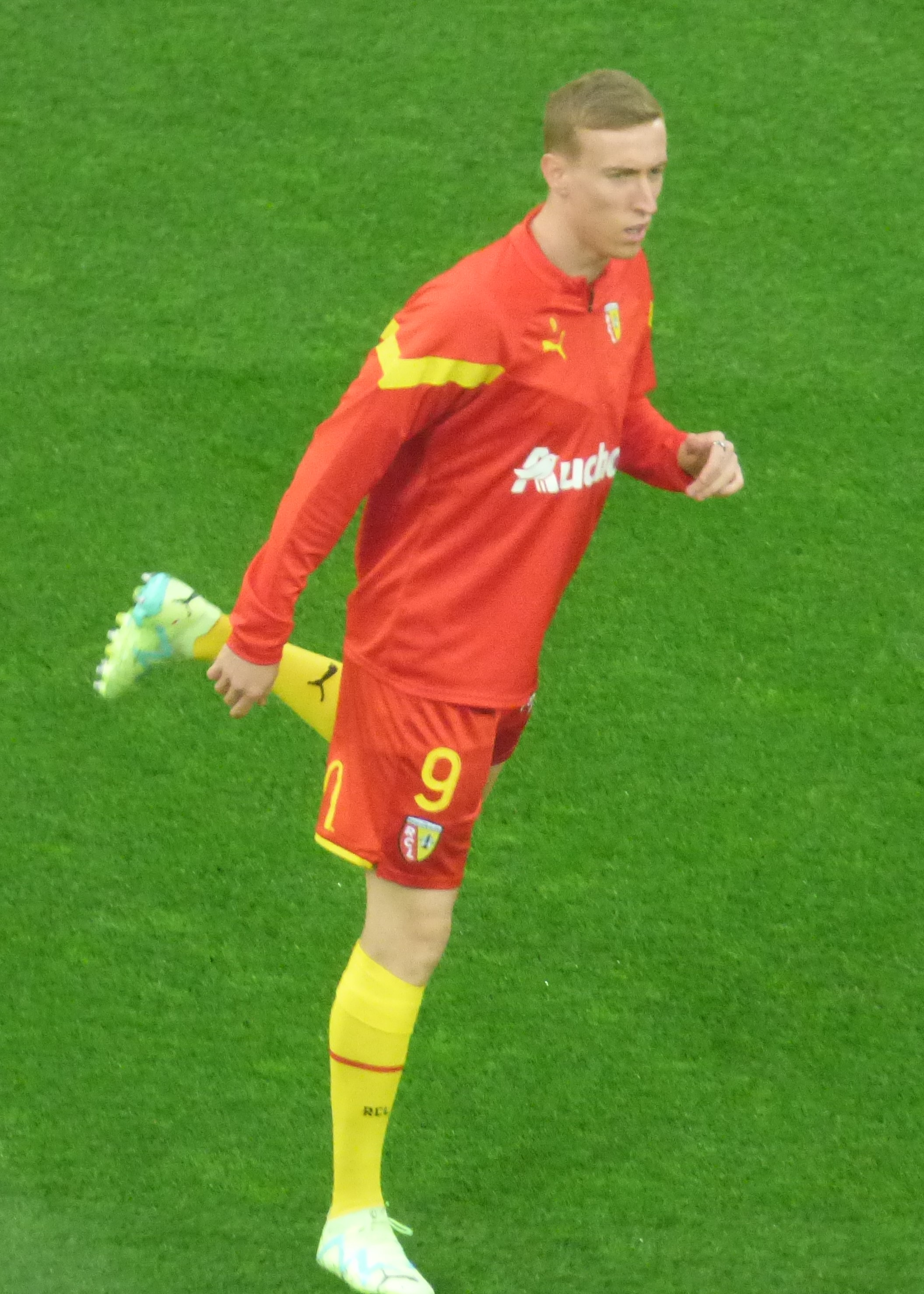
Buksa als speler van RC Lens in 2023

Buksa speelde in de jeugdopleiding van de Krakause clubs Wisla, Hutnik en Garbarnia en speelde tevens een jaar in Italië bij Novara Calcio, maar debuteerde op 25 juli 2014 in het shirt van Lechia Gdańsk. Hij speelde twee seizoenen bij de club en vertrok in 2016 naar Zagłębie Lubin voor een bedrag van €50.000,-. Bij Lubin kwam hij tot dertig optredens in competitieverband, voordat hij in 2018 verhuurd werd aan Pogoń Szczecin. Na de verhuurperiode maakte Buksa de definitieve overstap naar Pogoń Szczecin voor €350.000,-. In december 2019 verkocht de club hem voor €4,2 miljoen door aan de Amerikaanse club New England Revolution, waar hij de derde Pool in de clubgeschiedenis werd. Buksa tekende een tweejarig contract. Hij maakte zijn debuut in de eerste speelronde van het seizoen op bezoek bij Montreal Impact (2–1 verlies) op 29 februari 2020. Een week later scoorde hij tegen Chicago Fire FC zijn eerste doelpunt. Sinds 7 juni 2022 speelt Buksa voor RC Lens in de Franse Ligue 1.

## Interlandcarrière
Buksa speelde voor verschillende Poolse jeugdelftallen. Met Jong Polen nam hij deel aan het EK in 2017 en in 2019. Tussendoor werd hij in 2018 al eens opgeroepen voor het Pools voetbalelftal, maar hij debuteerde nog niet. Buksa debuteerde uiteindelijk op 2 september 2021 in een WK-kwalificatieduel tegen Albanië (4–1). Buksa stond die dag in de basis en schoot de 2–1 op het bord. Drie dagen later kwam hij in de rust als invaller in het veld voor Robert Lewandowski tegen San Marino en maakte hij een hattrick in een wedstrijd die uiteindelijk met 1–7 werd gewonnen.
Buksa werd op 29 mei 2024 door bondscoach Michał Probierz opgenomen in de voorlopige Poolse selectie voor het EK 2024 in Duitsland. Op 7 juni 2024 werd hij ook opgenomen in de definitieve selectie. Polen werd in de groepsfase uitgeschakeld met nederlagen tegen Nederland (1–2) en Oostenrijk (1–3) en een gelijkspel tegen Frankrijk (1–1). Buksa was trefzeker tegen Nederland en kwam ook in actie tegen Oostenrijk.
| Interlands van Adam Buksa voor Polen  | Interlands van Adam Buksa voor Polen  | Interlands van Adam Buksa voor Polen  | Interlands van Adam Buksa voor Polen  | Interlands van Adam Buksa voor Polen  | Interlands van Adam Buksa voor Polen  |
| No.                                   | Datum                                 | Wedstrijd                             | Uitslag                               | Competitie                            | Bijz.                                 |
| Als speler van New England Revolution | Als speler van New England Revolution | Als speler van New England Revolution | Als speler van New England Revolution | Als speler van New England Revolution | Als speler van New England Revolution |
| ------------------------------------- | ------------------------------------- | ------------------------------------- | ------------------------------------- | ------------------------------------- | ------------------------------------- |
| 1                                     | 2 september 2021                      | Polen – Albanië                       | 4 – 1                                 | WK 2022 kwalificatie                  | Goal                                  |
| 2                                     | 5 september 2021                      | San Marino – Polen                    | 1 – 7                                 | WK 2022 kwalificatie                  | Goal · Goal · Goal                    |
| 3                                     | 8 september 2021                      | Polen – Engeland                      | 1 – 1                                 | WK 2022 kwalificatie                  |                                       |
| 4                                     | 9 oktober 2021                        | Polen – San Marino                    | 5 – 0                                 | WK 2022 kwalificatie                  | Goal                                  |
| 5                                     | 12 oktober 2021                       | Albanië – Polen                       | 0 – 1                                 | WK 2022 kwalificatie                  |                                       |
| 6                                     | 24 maart 2022                         | Schotland – Polen                     | 1 – 1                                 | Vriendschappelijk                     |                                       |
| 7                                     | 29 maart 2022                         | Polen – Zweden                        | 2 – 0                                 | WK 2022 kwalificatie                  |                                       |
| 8                                     | 1 juni 2022                           | Polen – Wales                         | 2 – 1                                 | Nations League 2022/23                |                                       |
| Als speler van RC Lens                |                                       |                                       |                                       |                                       |                                       |
| 9                                     | 8 juni 2022                           | België – Polen                        | 6 – 1                                 | Nations League 2022/23                |                                       |
| Als speler van Antalyaspor            |                                       |                                       |                                       |                                       |                                       |
| 10                                    | 12 oktober 2023                       | Faeröer – Polen                       | 0 – 2                                 | Kwalificatie EK 2024                  | Goal                                  |
| 11                                    | 15 oktober 2023                       | Polen – Moldavië                      | 1 – 1                                 | Kwalificatie EK 2024]                 |                                       |
| 12                                    | 17 november 2023                      | Polen – Tsjechië                      | 1 – 1                                 | Kwalificatie EK 2024                  |                                       |
| 13                                    | 21 november 2023                      | Polen – Letland                       | 2 – 0                                 | Vriendschappelijk                     |                                       |
| 14                                    | 21 maart 2024                         | Polen – Estland                       | 5 – 1                                 | Kwalificatie EK 2024                  |                                       |